# Arno Strohmayer
Arno Strohmeyer (ur. 26 lipca 1963 w Ober-Grafendorfie) – austriacki szermierz.

## Życiorys
Zdobywca brązowego medalu (indywidualnie) w szpadzie na Mistrzostwach Europy w Szermierce w 1991. Uczestniczył w letnich igrzyskach olimpijskich w 1984 i 1988 roku. 